# Olkhonskita
L'olkhonskita és un mineral de la classe dels òxids. Rep el nom de la seva localitat tipus, situada a l'óblast d'Irkutsk, a Rússia.

## Característiques
L'olkhonskita és un òxid de fórmula química (Cr,V)₂Ti₃O9. Cristal·litza en el sistema monoclínic. La seva duresa a l'escala de Mohs és 8. Es tracta de l'anàleg de la schreyerita amb cromi dominant.
Segons la classificació de Nickel-Strunz, l'olkhonskita pertany a «04.CB: Òxids amb proporció metall:oxigen = 2:3, 3:5, i similars, amb cations de mida mitja» juntament amb els següents minerals: brizziïta, corindó, ecandrewsita, eskolaïta, geikielita, hematites, ilmenita, karelianita, melanostibita, pirofanita, akimotoïta, auroantimonita, romanita, tistarita, avicennita, bixbyita, armalcolita, pseudobrookita, mongshanita, zincohögbomita-2N2S, zincohögbomita-2N6S, magnesiohögbomita-6N6S, magnesiohögbomita-2N3S, magnesiohögbomita-2N2S, ferrohögbomita-6N12S, pseudorútil, kleberita, berdesinskiita, oxivanita, schreyerita, kamiokita, nolanita, rinmanita, iseïta, majindeïta, claudetita, estibioclaudetita, arsenolita, senarmontita, valentinita, bismita, esferobismoïta, sil·lenita, kyzylkumita i tietaiyangita.

## Formació i jaciments
Va ser descoberta a l'estret d'Ol'khonskiye Vorota, al llac Baikal, a l'óblast d'Irkutsk (Rússia). També ha estat descrita al meteorit Öst 65, un meteorit trobat a la pedrera Thorsberg, a la regió de Västergötland, a Suècia.